# Bhavani
Bhavani è una suddivisione dell'India, classificata come municipality, di 38.645 abitanti, situata nel distretto di Erode, nello stato federato del Tamil Nadu. In base al numero di abitanti la città rientra nella classe III (da 20.000 a 49.999 persone).

## Geografia fisica
La città è situata a 11° 26' 60 N e 77° 40' 60 E e ha un'altitudine di 192 m s.l.m..

## Società

### Evoluzione demografica
Al censimento del 2001 la popolazione di Bhavani assommava a 38.645 persone, delle quali 19.482 maschi e 19.163 femmine. I bambini di età inferiore o uguale ai sei anni assommavano a 3.839, dei quali 1.960 maschi e 1.879 femmine. Infine, coloro che erano in grado di saper almeno leggere e scrivere erano 27.928, dei quali 15.279 maschi e 12.649 femmine.